# پاینتن
پاینتن (به آلمانی: Painten) یک شهر در آلمان است که در بایرن واقع شده‌است.

## خصوصیات
پاینتن ۱۳٫۷۷ کیلومترمربع مساحت دارد ۴۹۰ متر بالاتر از سطح دریا واقع شده‌است.